# Груповий етап Ліги чемпіонів УЄФА 2015—2016
Матчі групового етапу Ліги чемпіонів УЄФА 2015–2016 проходили з 15 вересня по 9 грудня 2015 року.
У кожній групі команди грали одна з одною по 2 матчі: вдома та на виїзді (по круговій системі). Команди, що посіли перше та друге місця вийшли у 1/8 фіналу. Команди, що посіли треті місця, вибули до Ліги Європи УЄФА.

## Учасники
У груповому раунді брали участь 32 команди: 22 команди, які одразу пройшли в груповий етап та 10 переможців відбору (5 переможців шляху чемпіонів та 5 переможців шляху нечемпіонів).
32 команди були розподілені за клубним рейтингом УЄФА 2015. Володар трофею та чемпіони перших 7 за рейтингом асоціацій автоматично потрапили у 1-й кошик. За допомогою жеребкування команди були розподілені на 8 груп по 4 команди у кожній. Команди з однієї асоціації не могли бути в одній групі.
| Позначення                                                                               |
| ---------------------------------------------------------------------------------------- |
| Переможці груп та команди, що посіли другі місця, проходять в 1/8 фіналу турніру         |
| Команди, що посіли треті місця в своїх групах, переходять в 1/16 фіналу Ліги Європи УЄФА |
| Команди, що посіли четверті місця у своїх групах, закінчують виступ у єврокубках         |

| Кошик 1 (за рейтингом асоціацій) | Кошик 1 (за рейтингом асоціацій) |
| Команда                          | Коеф.                            |
| -------------------------------- | -------------------------------- |
| Барселона [ПЧ]                   | 164,999                          |
| Челсі                            | 142,078                          |
| Баварія (Мюнхен)                 | 154,883                          |
| Ювентус                          | 95,102                           |
| Бенфіка                          | 118,276                          |
| Парі Сен-Жермен                  | 100,483                          |
| Зеніт                            | 90,099                           |
| ПСВ                              | 58,195                           |

| Кошик 2           | Кошик 2 |
| Команда           | Коеф.   |
| ----------------- | ------- |
| Реал Мадрид       | 171.999 |
| Атлетіко          | 120.999 |
| Порту             | 111.276 |
| Арсенал           | 110.078 |
| Манчестер Юнайтед | 103.078 |
| Валенсія          | 99.999  |
| Баєр 04           | 87.883  |
| Манчестер Сіті    | 87.078  |

| Кошик 3            | Кошик 3 |
| Команда            | Коеф.   |
| ------------------ | ------- |
| Шахтар             | 86.033  |
| Севілья [ПЄ]       | 80.499  |
| Олімпік (Ліон)     | 72.983  |
| Динамо             | 65.033  |
| Олімпіакос (Пірей) | 62.380  |
| ЦСКА               | 55.599  |
| Галатасарай        | 50.020  |
| Рома               | 43.602  |

| Кошик 4                  | Кошик 4 |
| Команда                  | Коеф.   |
| ------------------------ | ------- |
| БАТЕ                     | 35.150  |
| Боруссія (Менхенгладбах) | 33.883  |
| Вольфсбург               | 31.883  |
| Динамо                   | 24.700  |
| Маккабі (Тель-Авів)      | 18.200  |
| Гент                     | 13.440  |
| Мальме                   | 12.545  |
| Астана                   | 3.825   |

Примітки
1. ПЧ Переможець минулого розіграшу Ліги чемпіонів
2. ПЄ Переможець минулого розіграшу Ліги Європи

## Групи

### Група A
| Команда         | І | В | Н | П | ЗМ | ПМ | РМ  | О  |
| --------------- | - | - | - | - | -- | -- | --- | -- |
| Реал Мадрид     | 6 | 5 | 1 | 0 | 19 | 3  | +16 | 16 |
| Парі Сен-Жермен | 6 | 4 | 1 | 1 | 12 | 1  | +11 | 13 |
| Шахтар          | 6 | 1 | 0 | 5 | 7  | 14 | −7  | 3  |
| Мальме          | 6 | 1 | 0 | 5 | 1  | 21 | −20 | 3  |

#### 1 тур
| 15 вересня 2015 20:45 |

| Парі Сен-Жермен        | 2 − 0            | Мальме |
| ---------------------- | ---------------- | ------ |
| Ді Марія 4' Кавані 61' | Протокол (англ.) |        |

| Парк де Пренс, Париж Глядачів: 46 612 Арбітр: Сергій Карасьов |

| 15 вересня 2015 20:45 |

| Реал Мадрид                                     | 4 − 0            | Шахтар |
| ----------------------------------------------- | ---------------- | ------ |
| Бензема 30' Роналду 55' (пен.), 63' (пен.), 81' | Протокол (англ.) |        |

| Сантьяго Бернабеу, Мадрид Глядачів: 66 389 Арбітр: Іван Бебек |

#### 2 тур
| 30 вересня 2015 20:45 |

| Шахтар | 0 − 3            | Парі Сен-Жермен                      |
| ------ | ---------------- | ------------------------------------ |
|        | Протокол (англ.) | Ор'є 7' Давід Луїс 23' Срна 90' (аг) |

| Арена Львів, Львів Глядачів: 32 730 Арбітр: Деніц Айтекін |

| 30 вересня 2015 20:45 |

| Мальме | 0 − 2            | Реал Мадрид      |
| ------ | ---------------- | ---------------- |
|        | Протокол (англ.) | Роналду 55', 90' |

| Сведбанк, Мальме Глядачів: 20 500 Арбітр: Джюнейт Чакир |

#### 3 тур
| 21 жовтня 2015 20:45 |

| Мальме        | 1 – 0            | Шахтар |
| ------------- | ---------------- | ------ |
| Росенберг 17' | Протокол (англ.) |        |

| Сведбанк, Мальме Глядачів: 20 500 Арбітр: Анастасіос Сідіропулос |

| 21 жовтня 2015 20:45 |

| Парі Сен-Жермен | 0 – 0            | Реал Мадрид |
| --------------- | ---------------- | ----------- |
|                 | Протокол (англ.) |             |

| Парк де Пренс, Париж Глядачів: 46 858 Арбітр: Нікола Ріццолі |

#### 4 тур
| 3 листопада 2015 20:45 |

| Шахтар                                               | 4 – 0            | Мальме |
| ---------------------------------------------------- | ---------------- | ------ |
| Гладкий 29' Срна 48' (пен.) Едуардо 55' Тейшейра 73' | Протокол (англ.) |        |

| Арена Львів, Львів Глядачів: 23 712 Арбітр: Овідіу Гацеган |

| 3 листопада 2015 20:45 |

| Реал Мадрид | 1 – 0            | Парі Сен-Жермен |
| ----------- | ---------------- | --------------- |
| Начо 35'    | Протокол (англ.) |                 |

| Сантьяго Бернабеу, Мадрид Глядачів: 78 300 Арбітр: Нікола Ріццолі |

#### 5 тур
| 25 листопада 2015 20:45 |

| Мальме | 0 – 5            | Парі Сен-Жермен                                      |
| ------ | ---------------- | ---------------------------------------------------- |
|        | Протокол (англ.) | Рабйо 3' Ді Марія 14', 68' Ібрагімович 50' Лукас 82' |

| Сведбанк, Мальме Глядачів: 20 500 Арбітр: Вільям Каллам |

| 25 листопада 2015 20:45 |

| Шахтар                                | 3 – 4            | Реал Мадрид                               |
| ------------------------------------- | ---------------- | ----------------------------------------- |
| Тейшейра 77' (пен.), 88' Дентінью 83' | Протокол (англ.) | Роналду 18', 70' Модрич 50' Карвахаль 52' |

| Арена Львів, Львів Глядачів: 33 990 Арбітр: Бас Нейгейс |

#### 6 тур
| 8 грудня 2015 20:45 |

| Парі Сен-Жермен                 | 2 – 0            | Шахтар |
| ------------------------------- | ---------------- | ------ |
| Лукас Моура 57' Ібрагімович 86' | Протокол (англ.) |        |

| Парк де Пренс, Париж Глядачів: 44 406 Арбітр: Ентоні Тейлор |

| 8 грудня 2015 20:45 |

| Реал Мадрид                                                  | 8 – 0            | Мальме |
| ------------------------------------------------------------ | ---------------- | ------ |
| Бензема 12', 24', 74' Роналду 39', 47', 50', 59' Ковачич 71' | Протокол (англ.) |        |

| Сантьяго Бернабеу, Мадрид Глядачів: 60 663 Арбітр: Даніель Орсато |

### Група B
| Команда           | І | В | Н | П | ЗМ | ПМ | РМ | О  |
| ----------------- | - | - | - | - | -- | -- | -- | -- |
| Вольфсбург        | 6 | 4 | 0 | 2 | 9  | 6  | +3 | 12 |
| ПСВ               | 6 | 3 | 1 | 2 | 8  | 7  | +1 | 10 |
| Манчестер Юнайтед | 6 | 2 | 2 | 2 | 7  | 7  | 0  | 8  |
| ЦСКА              | 6 | 1 | 1 | 4 | 5  | 9  | −4 | 4  |

#### 1 тур
| 15 вересня 2015 20:45 |

| Вольфсбург   | 1 − 0            | ЦСКА |
| ------------ | ---------------- | ---- |
| Дракслер 40' | Протокол (англ.) |      |

| Фольксваген Арена, Вольфсбург Глядачів: 20 126 Арбітр: Свен Оддвар Моен |

| 15 вересня 2015 20:45 |

| ПСВ                      | 2 − 1            | Манчестер Юнайтед |
| ------------------------ | ---------------- | ----------------- |
| Морено 45+2' Нарсінг 57' | Протокол (англ.) | 41' Депай         |

| Філіпс, Ейндговен Глядачів: 35 292 Арбітр: Нікола Ріццолі |

#### 2 тур
| 30 вересня 2015 20:45 |

| Манчестер Юнайтед            | 2 − 1            | Вольфсбург   |
| ---------------------------- | ---------------- | ------------ |
| Мата 34' (пен.) Смоллінг 54' | Протокол (англ.) | Каліджурі 4' |

| Олд Траффорд, Манчестер Глядачів: 74 811 Арбітр: Віктор Кашшаї |

| 30 вересня 2015 20:45 |

| ЦСКА                           | 3 – 2            | ПСВ               |
| ------------------------------ | ---------------- | ----------------- |
| Муса 7' Думбія 21', 36' (пен.) | Протокол (англ.) | Лестьєнн 60', 68' |

| Арена Хімки, Хімки Глядачів: 16 152 Арбітр: Рудді Буке |

#### 3 тур
| 21 жовтня 2015 20:45 |

| ЦСКА       | 1 – 1            | Манчестер Юнайтед |
| ---------- | ---------------- | ----------------- |
| Думбія 15' | Протокол (англ.) | Мартіаль 65'      |

| Арена Хімки, Хімки Глядачів: 18 456 Арбітр: Карлос Веласко Карбальйо |

| 21 жовтня 2015 20:45 |

| Вольфсбург         | 2 – 0            | ПСВ |
| ------------------ | ---------------- | --- |
| Дост 46' Крузе 57' | Протокол (англ.) |     |

| Фольксваген Арена, Вольфсбург Глядачів: 23 375 Арбітр: Альберто Ундіано Мальєнко |

#### 4 тур
| 3 листопада 2015 20:45 |

| Манчестер Юнайтед | 1 – 0            | ЦСКА |
| ----------------- | ---------------- | ---- |
| Руні 79'          | Протокол (англ.) |      |

| Олд Траффорд, Манчестер Глядачів: 75 165 Арбітр: Шимон Марциняк |

| 3 листопада 2015 20:45 |

| ПСВ                     | 2 – 0            | Вольфсбург |
| ----------------------- | ---------------- | ---------- |
| Локадіа 55' де Йонг 86' | Протокол (англ.) |            |

| Філіпс, Ейндговен Глядачів: 35 000 Арбітр: Йонас Ерікссон |

#### 5 тур
| 25 листопада 2015 18:00 |

| ЦСКА | 0 – 2            | Вольфсбург                   |
| ---- | ---------------- | ---------------------------- |
|      | Протокол (англ.) | Акінфєєв 67' (аг) Шюррле 88' |

| Арена Хімки, Хімки Глядачів: 16 450 Арбітр: Джанлука Роккі |

| 25 листопада 2015 20:45 |

| Манчестер Юнайтед | 0 – 0            | ПСВ |
| ----------------- | ---------------- | --- |
|                   | Протокол (англ.) |     |

| Олд Траффорд, Манчестер Глядачів: 75 321 Арбітр: Павел Краловець |

#### 6 тур
| 8 грудня 2015 20:45 |

| Вольфсбург                   | 3 – 2            | Манчестер Юнайтед              |
| ---------------------------- | ---------------- | ------------------------------ |
| Налду 13', 84' Вієйрінья 29' | Протокол (англ.) | Мартіаль 10' Гілавогі 67' (аг) |

| Фольксваген Арена, Вольфсбург Глядачів: 26 400 Арбітр: Милорад Мажич |

| 8 грудня 2015 20:45 |

| ПСВ                     | 2 – 1            | ЦСКА                 |
| ----------------------- | ---------------- | -------------------- |
| де Йонг 29' Проппер 29' | Протокол (англ.) | Ігнашевич 67' (пен.) |

| Філіпс, Ейндговен Глядачів: 34 000 Арбітр: Давід Фернандес Борбалан |

### Група C
| Команда     | І | В | Н | П | ЗМ | ПМ | РМ | О  |
| ----------- | - | - | - | - | -- | -- | -- | -- |
| Атлетіко    | 6 | 4 | 1 | 1 | 11 | 3  | +8 | 13 |
| Бенфіка     | 6 | 3 | 1 | 2 | 10 | 8  | +2 | 10 |
| Галатасарай | 6 | 1 | 2 | 3 | 6  | 10 | −4 | 5  |
| Астана      | 6 | 0 | 4 | 2 | 5  | 11 | −6 | 4  |

#### 1 тур
| 15 вересня 2015 20:45 |

| Галатасарай | 0 − 2            | Атлетіко          |
| ----------- | ---------------- | ----------------- |
|             | Протокол (англ.) | 18', 25' Грізманн |

| Тюрк Телеком Арена, Стамбул Глядачів: 33 469 Арбітр: Шимон Марциняк |

| 15 вересня 2015 20:45 |

| Бенфіка                 | 2 − 0            | Астана |
| ----------------------- | ---------------- | ------ |
| Гайтан 51' Мітроглу 62' | Протокол (англ.) |        |

| Да Луж, Лісабон Глядачів: 32 799 Арбітр: Анастасіос Сідіропулос |

#### 2 тур
| 30 вересня 2015 18:00 |

| Астана                         | 2 – 2            | Галатасарай            |
| ------------------------------ | ---------------- | ---------------------- |
| Балта 77' (аг) Кароль 89' (аг) | Протокол (англ.) | Киса 31' Ерич 86' (аг) |

| Астана Арена, Астана Глядачів: 27 264 Арбітр: Мартін Стрембергссон |

| 30 вересня 2015 20:45 |

| Атлетіко   | 1 – 2            | Бенфіка              |
| ---------- | ---------------- | -------------------- |
| Корреа 23' | Протокол (англ.) | Гайтан 36' Гедіш 51' |

| Вісенте Кальдерон, Мадрид Глядачів: 40 938 Арбітр: Джанлука Роккі |

#### 3 тур
| 21 жовтня 2015 20:45 |

| Атлетіко                                               | 4 – 0            | Астана |
| ------------------------------------------------------ | ---------------- | ------ |
| Ньїгес 23' Мартінес 29' О. Торрес 63' Дедечко 89' (аг) | Протокол (англ.) |        |

| Вісенте Кальдерон, Мадрид Глядачів: 33 853 Арбітр: Олексій Кульбаков |

| 21 жовтня 2015 20:45 |

| Галатасарай                   | 2 – 1            | Бенфіка   |
| ----------------------------- | ---------------- | --------- |
| Інан 19' (пен.) Подольскі 33' | Протокол (англ.) | Гайтан 2' |

| Тюрк Телеком Арена, Стамбул Глядачів: 33 615 Арбітр: Вільям Каллам |

#### 4 тур
| 3 листопада 2015 16:00 |

| Астана | 0 – 0            | Атлетіко |
| ------ | ---------------- | -------- |
|        | Протокол (англ.) |          |

| Астана Арена, Астана Глядачів: 29 231 Арбітр: Ентоні Тейлор |

| 3 листопада 2015 20:45 |

| Бенфіка              | 2 – 1            | Галатасарай   |
| -------------------- | ---------------- | ------------- |
| Жонас 52' Луїзау 67' | Протокол (англ.) | Подольскі 58' |

| Да Луж, Лісабон Глядачів: 35 726 Арбітр: Милорад Мажич |

#### 5 тур
| 25 листопада 2015 16:00 |

| Астана                 | 2 – 2            | Бенфіка          |
| ---------------------- | ---------------- | ---------------- |
| Твумасі 19' Аничич 31' | Протокол (англ.) | Хіменес 40', 72' |

| Астана Арена, Астана Глядачів: 15 089 Арбітр: Рудді Буке |

| 25 листопада 2015 20:45 |

| Атлетіко          | 2 – 0            | Галатасарай |
| ----------------- | ---------------- | ----------- |
| Грізманн 13', 65' | Протокол (англ.) |             |

| Вісенте Кальдерон, Мадрид Глядачів: 35 753 Арбітр: Нікола Ріццолі |

#### 6 тур
| 8 грудня 2015 20:45 |

| Галатасарай | 1 – 1            | Астана      |
| ----------- | ---------------- | ----------- |
| Інан 64'    | Протокол (англ.) | Твумасі 62' |

| Тюрк Телеком Арена, Стамбул Глядачів: 26 464 Арбітр: Крейг Томсон |

| 8 грудня 2015 20:45 |

| Бенфіка      | 1 – 2            | Атлетіко              |
| ------------ | ---------------- | --------------------- |
| Мітроглу 75' | Протокол (англ.) | Ньїгес 33' В'єтто 55' |

| Да Луж, Лісабон Глядачів: 47 630 Арбітр: Овідіу Гацеган |

### Група D
| Команда        | І | В | Н | П | ЗМ | ПМ | РМ | О  |
| -------------- | - | - | - | - | -- | -- | -- | -- |
| Манчестер Сіті | 6 | 4 | 0 | 2 | 8  | 6  | +2 | 12 |
| Ювентус        | 6 | 3 | 2 | 1 | 6  | 2  | +4 | 11 |
| Севілья        | 6 | 2 | 0 | 4 | 7  | 11 | −4 | 6  |
| Боруссія М     | 6 | 1 | 2 | 3 | 6  | 8  | −2 | 5  |

#### 1 тур
| 15 вересня 2015 20:45 |

| Манчестер Сіті    | 1 − 2            | Ювентус                  |
| ----------------- | ---------------- | ------------------------ |
| К'єлліні 57' (аг) | Протокол (англ.) | 70' Манджукич 81' Мората |

| Сіті оф Манчестер, Манчестер Глядачів: 50 363 Арбітр: Дамир Скомина |

| 15 вересня 2015 20:45 |

| Севілья                                             | 3 − 0            | Боруссія М |
| --------------------------------------------------- | ---------------- | ---------- |
| Гамейро 47' (пен.) Банега 66' (пен.) Коноплянка 84' | Протокол (англ.) |            |

| Рамон Санчес Пісхуан, Севілья Глядачів: 36 959 Арбітр: Павел Краловець |

#### 2 тур
| 30 вересня 2015 20:45 |

| Боруссія М  | 1 – 2            | Манчестер Сіті                  |
| ----------- | ---------------- | ------------------------------- |
| Штіндль 54' | Протокол (англ.) | Демікеліс 65' Агуеро 90' (пен.) |

| Боруссія Парк, Менхенгладбах Глядачів: 46 217 Арбітр: Клеман Тюрпен |

| 30 вересня 2015 20:45 |

| Ювентус               | 2 – 0            | Севілья |
| --------------------- | ---------------- | ------- |
| Мората 41' Дзадза 87' | Протокол (англ.) |         |

| Ювентус Стедіум, Турин Глядачів: 36 499 Арбітр: Йонас Ерікссон |

#### 3 тур
| 21 жовтня 2015 20:45 |

| Ювентус | 0 – 0            | Боруссія М |
| ------- | ---------------- | ---------- |
|         | Протокол (англ.) |            |

| Ювентус Стедіум, Турин Глядачів: 40 940 Арбітр: Крейг Томсон |

| 21 жовтня 2015 20:45 |

| Манчестер Сіті                | 2 – 1            | Севілья        |
| ----------------------------- | ---------------- | -------------- |
| Рамі 36' (аг) Де Брейне 90+1' | Протокол (англ.) | Коноплянка 30' |

| Сіті оф Манчестер, Манчестер Глядачів: 45 595 Арбітр: Бас Нейгейс |

#### 4 тур
| 3 листопада 2015 20:45 |

| Боруссія М  | 1 – 1            | Ювентус         |
| ----------- | ---------------- | --------------- |
| Джонсон 18' | Протокол (англ.) | Ліхтштайнер 44' |

| Боруссія Парк, Менхенгладбах Глядачів: 46 217 Арбітр: Бйорн Кейперс |

| 3 листопада 2015 20:45 |

| Севілья        | 1 – 3            | Манчестер Сіті                       |
| -------------- | ---------------- | ------------------------------------ |
| Тремулінас 25' | Протокол (англ.) | Стерлінг 8' Фернандінью 11' Боні 36' |

| Рамон Санчес Пісхуан, Севілья Глядачів: 39 261 Арбітр: Свен Оддвар Моен |

#### 5 тур
| 25 листопада 2015 20:45 |

| Ювентус       | 1 – 0            | Манчестер Сіті |
| ------------- | ---------------- | -------------- |
| Манджукич 18' | Протокол (англ.) |                |

| Ювентус Стедіум, Турин Глядачів: 38 193 Арбітр: Фелікс Брих |

| 25 листопада 2015 20:45 |

| Боруссія М                               | 4 – 2            | Севілья                        |
| ---------------------------------------- | ---------------- | ------------------------------ |
| Штіндль 29', 83' Джонсон 68' Раффаел 78' | Протокол (англ.) | Вітоло 82' Банега 90+1' (пен.) |

| Боруссія Парк, Менхенгладбах Глядачів: 45 177 Арбітр: Дамир Скомина |

#### 6 тур
| 8 грудня 2015 20:45 |

| Манчестер Сіті                        | 4 – 2            | Боруссія М           |
| ------------------------------------- | ---------------- | -------------------- |
| Сільва 16' Стерлінг 80', 81' Боні 85' | Протокол (англ.) | Корб 19' Раффаел 42' |

| Сіті оф Манчестер, Манчестер Глядачів: 41 829 Арбітр: Данні Маккелі |

| 8 грудня 2015 20:45 |

| Севілья      | 1 – 0            | Ювентус |
| ------------ | ---------------- | ------- |
| Льоренте 65' | Протокол (англ.) |         |

| Рамон Санчес Пісхуан, Севілья Глядачів: 35 583 Арбітр: Шимон Марциняк |

### Група E
| Команда   | І | В | Н | П | ЗМ | ПМ | РМ  | О  |
| --------- | - | - | - | - | -- | -- | --- | -- |
| Барселона | 6 | 4 | 2 | 0 | 15 | 4  | +11 | 14 |
| Рома      | 6 | 1 | 3 | 2 | 11 | 16 | −5  | 6  |
| Баєр 04   | 6 | 1 | 3 | 2 | 13 | 12 | +1  | 6  |
| БАТЕ      | 6 | 1 | 2 | 3 | 5  | 12 | −7  | 5  |

#### 1 тур
| 16 вересня 2015 20:45 |

| Баєр 04                                            | 4 – 1            | БАТЕ          |
| -------------------------------------------------- | ---------------- | ------------- |
| Мехмеді 4' Чалханоглу 47', 76' (пен.) Ернандес 59' | Протокол (англ.) | 13' Милунович |

| БайАрена, Леверкузен Глядачів: 24 280 Арбітр: Данні Маккелі |

| 16 вересня 2015 20:45 |

| Рома         | 1 – 1            | Барселона  |
| ------------ | ---------------- | ---------- |
| Флоренці 31' | Протокол (англ.) | 21' Суарес |

| Олімпіко, Рим Глядачів: 57 836 Арбітр: Бйорн Кейперс |

#### 2 тур
| 29 вересня 2015 20:45 |

| Барселона              | 2 – 1            | Баєр 04         |
| ---------------------- | ---------------- | --------------- |
| Роберто 80' Суарес 82' | Протокол (англ.) | Пападопулос 22' |

| Камп Ноу, Барселона Глядачів: 68 694 Арбітр: Мартін Аткінсон |

| 29 вересня 2015 20:45 |

| БАТЕ                            | 3 – 2            | Рома                        |
| ------------------------------- | ---------------- | --------------------------- |
| Стасевич 8' Младенович 12', 30' | Протокол (англ.) | Жервіньйо 66' Торосідіс 82' |

| Борисов-Арена, Борисов Глядачів: 12 767 Арбітр: Марк Клаттенбург |

#### 3 тур
| 20 жовтня 2015 20:45 |

| БАТЕ | 0 – 2            | Барселона        |
| ---- | ---------------- | ---------------- |
|      | Протокол (англ.) | Ракитич 48', 64' |

| Борисов-Арена, Борисов Глядачів: 13 074 Арбітр: Жорже Соуза |

| 20 жовтня 2015 20:45 |

| Баєр 04                                        | 4 – 4            | Рома                                    |
| ---------------------------------------------- | ---------------- | --------------------------------------- |
| Ернандес 4' (пен.), 19' Кампль 84' Мехмеді 86' | Протокол (англ.) | Де Россі 29', 38' П'янич 54' Фальке 73' |

| БайАрена, Леверкузен Глядачів: 29 412 Арбітр: Віктор Кашшаї |

#### 4 тур
| 4 листопада 2015 20:45 |

| Барселона                         | 3 – 0            | БАТЕ |
| --------------------------------- | ---------------- | ---- |
| Неймар 30' (пен.), 83' Суарес 60' | Протокол (англ.) |      |

| Камп Ноу, Барселона Глядачів: 68 502 Арбітр: Іштван Вад |

| 4 листопада 2015 20:45 |

| Рома                                 | 3 – 2            | Баєр 04                  |
| ------------------------------------ | ---------------- | ------------------------ |
| Салах 2' Джеко 29' П'янич 80' (пен.) | Протокол (англ.) | Мехмеді 46' Ернандес 51' |

| Олімпіко, Рим Глядачів: 38 361 Арбітр: Сергій Карасьов |

#### 5 тур
| 24 листопада 2015 18:00 |

| БАТЕ         | 1 – 1            | Баєр 04     |
| ------------ | ---------------- | ----------- |
| Гордійчук 2' | Протокол (англ.) | Мехмеді 68' |

| Борисов-Арена, Борисов Глядачів: 12 601 Арбітр: Клеман Тюрпен |

| 24 листопада 2015 20:45 |

| Барселона                                           | 6 – 1            | Рома        |
| --------------------------------------------------- | ---------------- | ----------- |
| Суарес 15', 44' Мессі 18', 60' Піке 56' Адріано 77' | Протокол (англ.) | Джеко 90+1' |

| Камп Ноу, Барселона Глядачів: 71 433 Арбітр: Джюнейт Чакир |

#### 6 тур
| 9 грудня 2015 20:45 |

| Баєр 04      | 1 – 1            | Барселона |
| ------------ | ---------------- | --------- |
| Ернандес 23' | Протокол (англ.) | Мессі 20' |

| БайАрена, Леверкузен Глядачів: 29 412 Арбітр: Марк Клаттенбург |

| 9 грудня 2015 20:45 |

| Рома | 0 – 0            | БАТЕ |
| ---- | ---------------- | ---- |
|      | Протокол (англ.) |      |

| Олімпіко, Рим Глядачів: 29 489 Арбітр: Мартін Аткінсон |

### Група F
| Команда      | І | В | Н | П | ЗМ | ПМ | РМ  | О  |
| ------------ | - | - | - | - | -- | -- | --- | -- |
| Баварія М    | 6 | 5 | 0 | 1 | 19 | 3  | +16 | 15 |
| Арсенал      | 6 | 3 | 0 | 3 | 12 | 10 | +2  | 9  |
| Олімпіакос П | 6 | 3 | 0 | 3 | 6  | 13 | −7  | 9  |
| Динамо       | 6 | 1 | 0 | 5 | 3  | 14 | −11 | 3  |

#### 1 тур
| 16 вересня 2015 20:45 |

| Динамо                    | 2 – 1            | Арсенал     |
| ------------------------- | ---------------- | ----------- |
| Пиварич 24' Фернандес 58' | Протокол (англ.) | 79' Волкотт |

| Максимір, Загреб Глядачів: 17 840 Арбітр: Овідіу Гацеган |

| 16 вересня 2015 20:45 |

| Олімпіакос П | 0 – 3            | Баварія М                          |
| ------------ | ---------------- | ---------------------------------- |
|              | Протокол (англ.) | 52', 90+2' (пен.) Мюллер 89' Гетце |

| Георгіос Караїскакіс, Пірей Глядачів: 31 688 Арбітр: Карлос Веласко Карбальйо |

#### 2 тур
| 29 вересня 2015 20:45 |

| Баварія М                                       | 5 – 0            | Динамо |
| ----------------------------------------------- | ---------------- | ------ |
| Коста 13' Левандовський 21', 28', 55' Гетце 25' | Протокол (англ.) |        |

| Альянц Арена, Мюнхен Глядачів: 70 000 Арбітр: Олексій Кульбаков |

| 29 вересня 2015 20:45 |

| Арсенал                | 2 – 3            | Олімпіакос П                              |
| ---------------------- | ---------------- | ----------------------------------------- |
| Волкотт 35' Санчес 65' | Протокол (англ.) | Пардо 33' Оспіна 40' (аг) Фіннбогасон 66' |

| Емірейтс, Лондон Глядачів: 59 428 Арбітр: Бас Нейгейс |

#### 3 тур
| 20 жовтня 2015 20:45 |

| Арсенал             | 2 – 0            | Баварія М |
| ------------------- | ---------------- | --------- |
| Жіру 77' Езіл 90+4' | Протокол (англ.) |           |

| Емірейтс, Лондон Глядачів: 49 824 Арбітр: Джюнейт Чакир |

| 20 жовтня 2015 20:45 |

| Динамо | 0 – 1            | Олімпіакос П |
| ------ | ---------------- | ------------ |
|        | Протокол (англ.) | Ідеє 79'     |

| Максимір, Загреб Глядачів: 13 678 Арбітр: Паоло Тальявенто |

#### 4 тур
| 4 листопада 2015 20:45 |

| Баварія М                                            | 5 – 1            | Арсенал  |
| ---------------------------------------------------- | ---------------- | -------- |
| Левандовскі 10' Мюллер 29', 89' Алаба 44' Роббен 55' | Протокол (англ.) | Жіру 69' |

| Альянц Арена, Мюнхен Глядачів: 70 000 Арбітр: Джанлука Роккі |

| 4 листопада 2015 20:45 |

| Олімпіакос П   | 2 – 1            | Динамо     |
| -------------- | ---------------- | ---------- |
| Пардо 65', 90' | Протокол (англ.) | Годжич 21' |

| Георгіос Караїскакіс, Пірей Глядачів: 31 473 Арбітр: Антоніо Матео Лаос |

#### 5 тур
| 24 листопада 2015 20:45 |

| Арсенал                  | 3 – 0            | Динамо |
| ------------------------ | ---------------- | ------ |
| Езіл 29' Санчес 33', 69' | Протокол (англ.) |        |

| Емірейтс, Лондон Глядачів: 58 978 Арбітр: Віктор Кашшаї |

| 24 листопада 2015 20:45 |

| Баварія М                                       | 4 – 0            | Олімпіакос П |
| ----------------------------------------------- | ---------------- | ------------ |
| Коста 8' Левандовський 16' Мюллер 20' Коман 69' | Протокол (англ.) |              |

| Альянц Арена, Мюнхен Глядачів: 70 000 Арбітр: Йонас Ерікссон |

#### 6 тур
| 9 грудня 2015 20:45 |

| Динамо | 0 – 2            | Баварія М              |
| ------ | ---------------- | ---------------------- |
|        | Протокол (англ.) | Левандовський 61', 64' |

| Максимір, Загреб Глядачів: 19 681 Арбітр: Мартін Стрембергссон |

| 9 грудня 2015 20:45 |

| Олімпіакос П | 0 – 3            | Арсенал                   |
| ------------ | ---------------- | ------------------------- |
|              | Протокол (англ.) | Жіру 29', 49', 67' (пен.) |

| Георгіос Караїскакіс, Пірей Глядачів: 31 388 Арбітр: Нікола Ріццолі |

### Група G
| Команда     | І | В | Н | П | ЗМ | ПМ | РМ  | О  |
| ----------- | - | - | - | - | -- | -- | --- | -- |
| Челсі       | 6 | 4 | 1 | 1 | 13 | 3  | +10 | 13 |
| Динамо      | 6 | 3 | 2 | 1 | 8  | 4  | +4  | 11 |
| Порту       | 6 | 3 | 1 | 2 | 9  | 8  | +1  | 10 |
| Маккабі Т-А | 6 | 0 | 0 | 6 | 1  | 16 | −15 | 0  |

#### 1 тур
| 16 вересня 2015 20:45 |

| Динамо                   | 2 – 2            | Порту             |
| ------------------------ | ---------------- | ----------------- |
| Гусєв 20' Буяльський 89' | Протокол (англ.) | 23', 81' Абубакар |

| НСК «Олімпійський», Київ Глядачів: 52 369 Арбітр: Фелікс Брих |

| 16 вересня 2015 20:45 |

| Челсі                                                 | 4 – 0            | Маккабі Т-А |
| ----------------------------------------------------- | ---------------- | ----------- |
| Вілліан 15' Оскар 45+4' (пен.) Коста 58' Фабрегас 78' | Протокол (англ.) |             |

| Стемфорд Бридж, Лондон Глядачів: 40 684 Арбітр: Фелікс Цваєр |

#### 2 тур
| 29 вересня 2015 20:45 |

| Маккабі Т-А | 0 – 2            | Динамо                  |
| ----------- | ---------------- | ----------------------- |
|             | Протокол (англ.) | Ярмоленко 4' Мораес 50' |

| Саммі Офер, Хайфа Глядачів: 27 100 Арбітр: Давід Фернандес Борбалан |

| 29 вересня 2015 20:45 |

| Порту                | 2 – 1            | Челсі         |
| -------------------- | ---------------- | ------------- |
| Андре 39' Майкон 52' | Протокол (англ.) | Вілліан 45+2' |

| Драгау, Порту Глядачів: 46 120 Арбітр: Антоніо Матео Лаос |

#### 3 тур
| 20 жовтня 2015 20:45 |

| Порту                    | 2 – 0            | Маккабі Т-А |
| ------------------------ | ---------------- | ----------- |
| Абубакар 37' Брагімі 41' | Протокол (англ.) |             |

| Драгау, Порту Глядачів: 35 209 Арбітр: Клеман Тюрпен |

| 20 жовтня 2015 20:45 |

| Динамо | 0 – 0            | Челсі |
| ------ | ---------------- | ----- |
|        | Протокол (англ.) |       |

| НСК «Олімпійський», Київ Глядачів: 60 291 Арбітр: Дамир Скомина |

#### 4 тур
| 4 листопада 2015 20:45 |

| Маккабі Т-А       | 1 – 3            | Порту                         |
| ----------------- | ---------------- | ----------------------------- |
| Захаві 75' (пен.) | Протокол (англ.) | Тельйо 19' Андре 49' Лаюн 72' |

| Саммі Офер, Хайфа Глядачів: 26 646 Арбітр: Анастасіос Сідіропулос |

| 4 листопада 2015 20:45 |

| Челсі                         | 2 – 1            | Динамо       |
| ----------------------------- | ---------------- | ------------ |
| Драгович 34' (аг) Вілліан 83' | Протокол (англ.) | Драгович 78' |

| Стемфорд Бридж, Лондон Глядачів: 41 241 Арбітр: Павел Краловець |

#### 5 тур
| 24 листопада 2015 20:45 |

| Порту | 0 – 2            | Динамо                            |
| ----- | ---------------- | --------------------------------- |
|       | Протокол (англ.) | Ярмоленко 35' (пен.) Гонсалес 64' |

| Драгау, Порту Глядачів: 31 220 Арбітр: Карлос Веласко Карбальйо |

| 24 листопада 2015 20:45 |

| Маккабі Т-А | 0 – 4            | Челсі                                       |
| ----------- | ---------------- | ------------------------------------------- |
|             | Протокол (англ.) | Кегілл 20' Вілліан 73' Оскар 77' Зума 90+1' |

| Саммі Офер, Хайфа Глядачів: 29 121 Арбітр: Альберто Ундіано Мальєнко |

#### 6 тур
| 9 грудня 2015 20:45 |

| Динамо     | 1 – 0            | Маккабі Т-А |
| ---------- | ---------------- | ----------- |
| Гармаш 16' | Протокол (англ.) |             |

| НСК «Олімпійський», Київ Глядачів: 475 Арбітр: Бйорн Кейперс |

| 9 грудня 2015 20.45 |

| Челсі                        | 2 – 0            | Порту |
| ---------------------------- | ---------------- | ----- |
| Маркано 12' (аг) Вілліан 53' | Протокол (англ.) |       |

| Стемфорд Бридж, Лондон Глядачів: 41 096 Арбітр: Джюнейт Чакир |

### Група H
| Команда  | І | В | Н | П | ЗМ | ПМ | РМ | О  |
| -------- | - | - | - | - | -- | -- | -- | -- |
| Зеніт    | 6 | 5 | 0 | 1 | 13 | 6  | +7 | 15 |
| Гент     | 6 | 3 | 1 | 2 | 8  | 7  | +1 | 10 |
| Валенсія | 6 | 2 | 0 | 4 | 5  | 9  | −4 | 6  |
| Ліон     | 6 | 1 | 1 | 4 | 5  | 9  | −4 | 4  |

#### 1 тур
| 16 вересня 2015 20:45 |

| Валенсія              | 2 – 3            | Зеніт                    |
| --------------------- | ---------------- | ------------------------ |
| Канселу 55' Гоміш 73' | Протокол (англ.) | 9', 45' Халк 76' Вітсель |

| Месталья, Валенсія Глядачів: 28 005 Арбітр: Крейг Томсон |

| 16 вересня 2015 20:45 |

| Гент          | 1 – 1            | Ліон      |
| ------------- | ---------------- | --------- |
| Миличевич 68' | Протокол (англ.) | 58' Жаллє |

| Геламко Арена, Гент Глядачів: 19 601 Арбітр: Вільям Каллам |

#### 2 тур
| 29 вересня 2015 20:45 |

| Ліон | 0 – 1            | Валенсія   |
| ---- | ---------------- | ---------- |
|      | Протокол (англ.) | Фегулі 42' |

| Жерлан, Ліон Глядачів: 33 534 Арбітр: Милорад Мажич |

| 29 вересня 2015 20:45 |

| Зеніт               | 2 – 1            | Гент       |
| ------------------- | ---------------- | ---------- |
| Дзюба 35' Шатов 67' | Протокол (англ.) | Маттон 56' |

| Петровський, Санкт-Петербург Глядачів: 18 095 Арбітр: Матей Юг |

#### 3 тур
| 20 жовтня 2015 20:45 |

| Зеніт                       | 3 – 1            | Ліон         |
| --------------------------- | ---------------- | ------------ |
| Дзюба 3' Халк 56' Данні 82' | Протокол (англ.) | Ляказетт 49' |

| Петровський, Санкт-Петербург Глядачів: 17 517 Арбітр: Мартін Аткінсон |

| 20 жовтня 2015 20:45 |

| Валенсія                     | 2 – 1            | Гент      |
| ---------------------------- | ---------------- | --------- |
| Фегулі 15' Митрович 72' (аг) | Протокол (англ.) | Фокет 40' |

| Месталья, Валенсія Глядачів: 38 207 Арбітр: Фелікс Цваєр |

#### 4 тур
| 4 листопада 2015 20:45 |

| Ліон | 0 – 2            | Зеніт          |
| ---- | ---------------- | -------------- |
|      | Протокол (англ.) | Дзюба 25', 57' |

| Жерлан, Ліон Глядачів: 30 173 Арбітр: Фелікс Брих |

| 4 листопада 2015 20:45 |

| Гент            | 1 – 0            | Валенсія |
| --------------- | ---------------- | -------- |
| Кумс 49' (пен.) | Протокол (англ.) |          |

| Геламко Арена, Гент Глядачів: 19 452 Арбітр: Даніель Орсато |

#### 5 тур
| 24 листопада 2015 20:45 |

| Зеніт               | 2 – 0            | Валенсія |
| ------------------- | ---------------- | -------- |
| Шатов 15' Дзюба 74' | Протокол (англ.) |          |

| Петровський, Санкт-Петербург Глядачів: 17 002 Арбітр: Свен Оддвар Моен |

| 24 листопада 2015 20:45 |

| Ліон     | 1 – 2            | Гент                         |
| -------- | ---------------- | ---------------------------- |
| Феррі 7' | Протокол (англ.) | Миличевич 32' Кулібалі 90+5' |

| Жерлан, Ліон Глядачів: 30 206 Арбітр: Сергій Карасьов |

#### 6 тур
| 9 грудня 2015 20:45 |

| Валенсія | 0 – 2            | Ліон                   |
| -------- | ---------------- | ---------------------- |
|          | Протокол (англ.) | Корне 37' Ляказетт 76' |

| Месталья, Валенсія Глядачів: 32 494 Арбітр: Матей Юг |

| 9 грудня 2015 20:45 |

| Гент                      | 2 – 1            | Зеніт     |
| ------------------------- | ---------------- | --------- |
| Депуатр 18' Миличевич 78' | Протокол (англ.) | Дзюба 65' |

| Геламко Арена, Гент Глядачів: 19 978 Арбітр: Жорже Соуза |